# Пропавшая грамота (мультфильм)
«Пропавшая грамота» — советский рисованный мультфильм 1945 года. Первый полнометражный фильм студии «Союзмультфильм» и первый значительный успех сестёр Брумберг. Снят по одноимённой повести Николая Васильевича Гоголя с использованием его повестей «Заколдованное место» и «Сорочинская ярмарка». Авторам фильма удалось передать своеобразие национального украинского колорита и воссоздать колдовскую, сказочную атмосферу, свойственную творчеству писателя.

Мы рискуем делать полнометражный фильм. Автором для этого мы избрали Гоголя. Конечно, это было очень ответственно, но именно в гоголевском переплетении бытового с фантастическим, юмора с поэзией мы почувствовали черты, близкие нашему искусству.— З. Брумберг.
Для более достоверной постановки танца Запорожца и Казака к работе был привлечён Игорь Моисеев. Показывая танцевальные па, он говорил:

Смотрите и зарисовывайте. И фантазируйте! Ваше искусство может заставить совершать недоступные живым танцорам прыжки, выкидывать удивительные коленца. Нарисованным героям доступен немыслимый для людей темп.
Закадровый текст читает Василий Качалов.

## Сюжет
Жарким августом, к царице, с гетманской грамотой отправляют в столицу казака. По дороге заводит он знакомство с разгульным запорожцем. На привале новый друг рассказал, что продал душу дьяволу и ждёт расплату. Ночью казак не стал ложиться спать, решил посмотреть, что дальше будет. Как стемнело, на место привала пришёл чёрт, увёл лошадь, а с ней и царскую грамоту. Пришлось гонцу искать пропажу в переполненном нечистой силой лесу. Наутро распрощался казак со знакомцем и, уже без остановок, помчался в Санкт-Петербург.

## Над фильмом работали
- Сценарий — Валентины и Зинаиды Брумберг, Зиновий Калик
- Художественный руководитель — Александр Птушко
- Постановка режиссёров — Валентины и Зинаиды Брумберг
- Режиссёр — Ламис Бредис
- Художники — Евгений Мигунов, Анатолий Сазонов
- Композитор — Сергей Василенко
- Художники-мультипликаторы — Ламис Бредис, Борис Дёжкин, Татьяна Басманова, Фаина Епифанова, Лев Попов, Татьяна и Николай Фёдоровы, Александр Беляков, Геннадий Филиппов, Надежда Привалова, Роман Давыдов, Нина Миндовская, Пётр Репкин
- Художники-декораторы — Вера Валерианова, Вера Роджеро, Ольга Геммерлинг, В. Сутеева, Галина Невзорова, Ирина Троянова
- Ассистенты режиссёра — К. Апестина, Е. Голованова, И. Кульнева, Е. Новосельская, Татьяна Фёдорова, Елена Шилова
- Операторы — Николай Воинов, Елена Петрова
- Звукооператор — Николай Прилуцкий
- Текст читает — Василий Качалов
- В ролях:

Михаил Яншин — Казак Василь
Борис Ливанов — Запорожец
Сергей Мартинсон — Ведьма
Леонид Пирогов — Писарь
- Шумовое оформление — Владимир Попов